# ساي مين تون
ساي مين تون (بالبورمية: စိုင်းမင်းထွန်း)‏ هو لاعب كرة قدم ميانماري في مركز الهجوم، ولد في 7 يوليو 1994 في تاونغيي في ميانمار. شارك مع منتخب ميانمار لكرة القدم. أما مع النوادي، فقد لعب مع شان يونايتد.